# Азово-Черноморский инженерный институт
Азово-Черноморский инженерный институт (АЧИИ) — Институт инженеров-механиков социалистического земледелия (1930), Азово-Черноморский институт механизации сельского хозяйства (1938), Азово-Черноморская государственная агроинженерная академия (1995).
C 2014 года стал филиалом Донского государственного аграрного университета — высшее учебное заведение в городе Зернограде Ростовской области.

## История
26 марта 1930 года Советом Народных Комиссаров СССР было принято специальное постановление «Об открытии на Северном Кавказе Института инженеров-механиков социалистического земледелия» который был организован при Учебно-опытном зерносовхозе № 2 на станции Верблюд. Институт стал первым высшим учебным заведением агроинженерного профиля в России. Его первыми студентами были исключительно рабочие фабрично-заводских предприятий и совхозов с большим производственным стажем.
1 апреля 1930 года стали поступать первые студенты, а 15 апреля 1930 года 535 студентов под руководством в основном молодых преподавателей приступили к учёбе. Следовательно 15 апреля 1930 года был открыт первый в стране сельскохозяйственный вуз для подготовки инженеров сельскохозяйственного производства.
В начале срок обучения равнялся двум годам, но с 1 сентября 1931 года в институт стали принимать лишь только со средним образованием и ввели пятилетний срок обучения. До начала Великой Отечественной войны институт окончили 1 008 человек.
В 1934 году Северо-Кавказский край был разделён на два: Азово-Черноморский и Северо-Кавказский. Азово-Черноморский край — это нынешние Ростовская область и Краснодарский Край. И вот по названию края в 1936 году институт стал называться Азово-Черноморский институт инженеров-механиков сельского хозяйства.
С апреля 1938 года — Азово-Черноморский институт механизации сельского хозяйства. В 1956—1959 годах студенты АЧИМСХ участвовали в освоении целины. Институту были вручены 5 Красных знамен. В 70-е годы в институте организовываются первые студенческие отряды «Энергия», которые в период летних каникул проводят монтаж ЛЭП в труднодоступных сельских районах страны. В 1977 году по инициативе руководства вуза создается первый в стране студенческий механизированный комплекс «Колос-77», десять бойцов которого впоследствии стали лауреатами премии Ленинского комсомола.

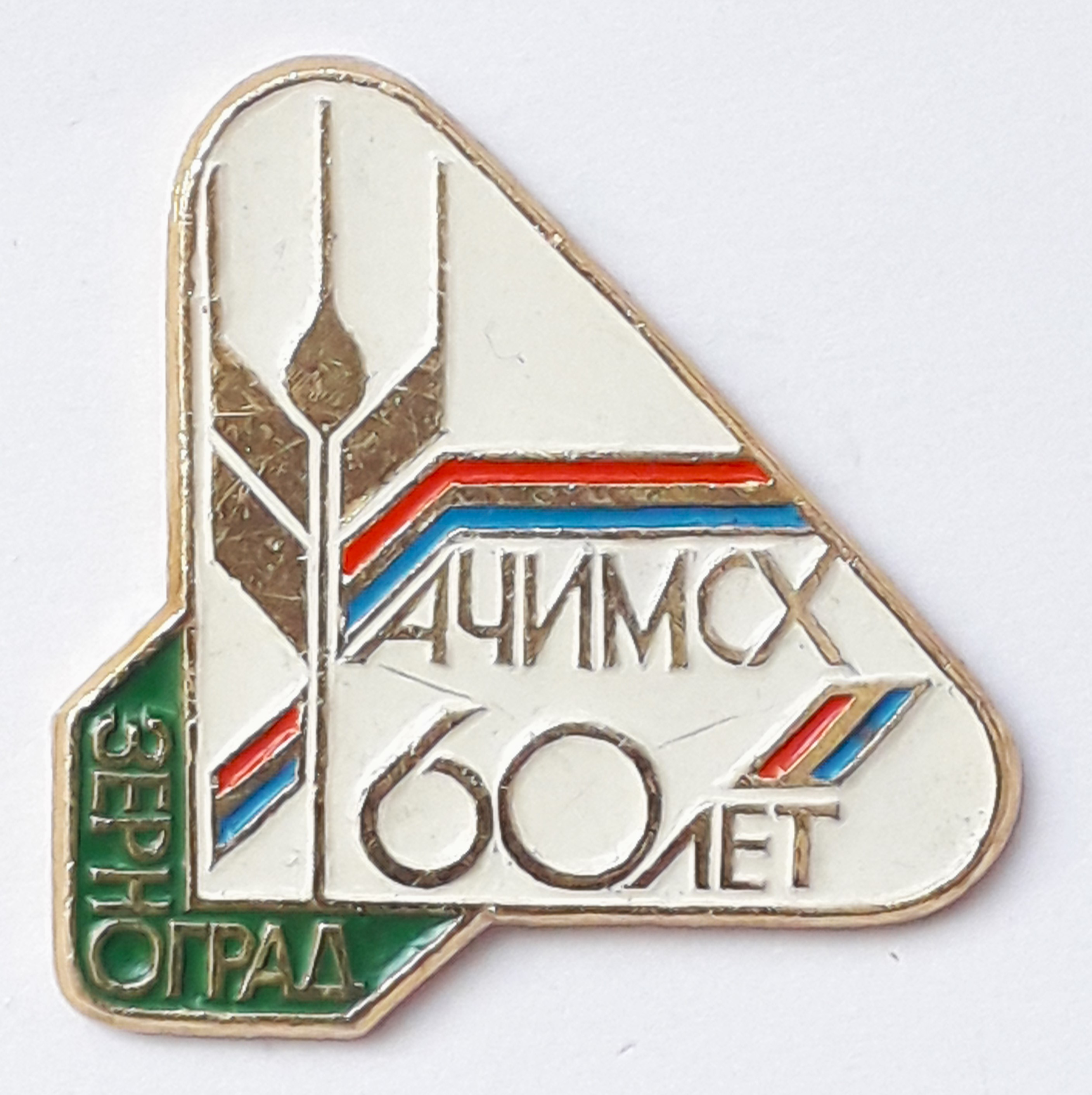
Значок АЧИМСХ 1990 год.

В августе 1995 года Азово-Черноморский институт механизации сельского хозяйства переименован в Азово-Черноморскую государственную агроинженерную академию (АЧГАА). В этом же году в соответствии с Постановлением Правительства РФ при академии создано учебно-опытное фермерское хозяйство. Перед ним был поставлен целый ряд задач, основными из которых являлись и являются: практическое обучение студентов и фермеров новым технологиям возделывания сельскохозяйственных культур и их переработки; основы селекции и первичного семеноводства; разработка, апробация и внедрение новых технологий и технических средств для возделывания и переработки сельскохозяйственных культур и проведения научных исследований; производство и реализация семян высших репродукций.

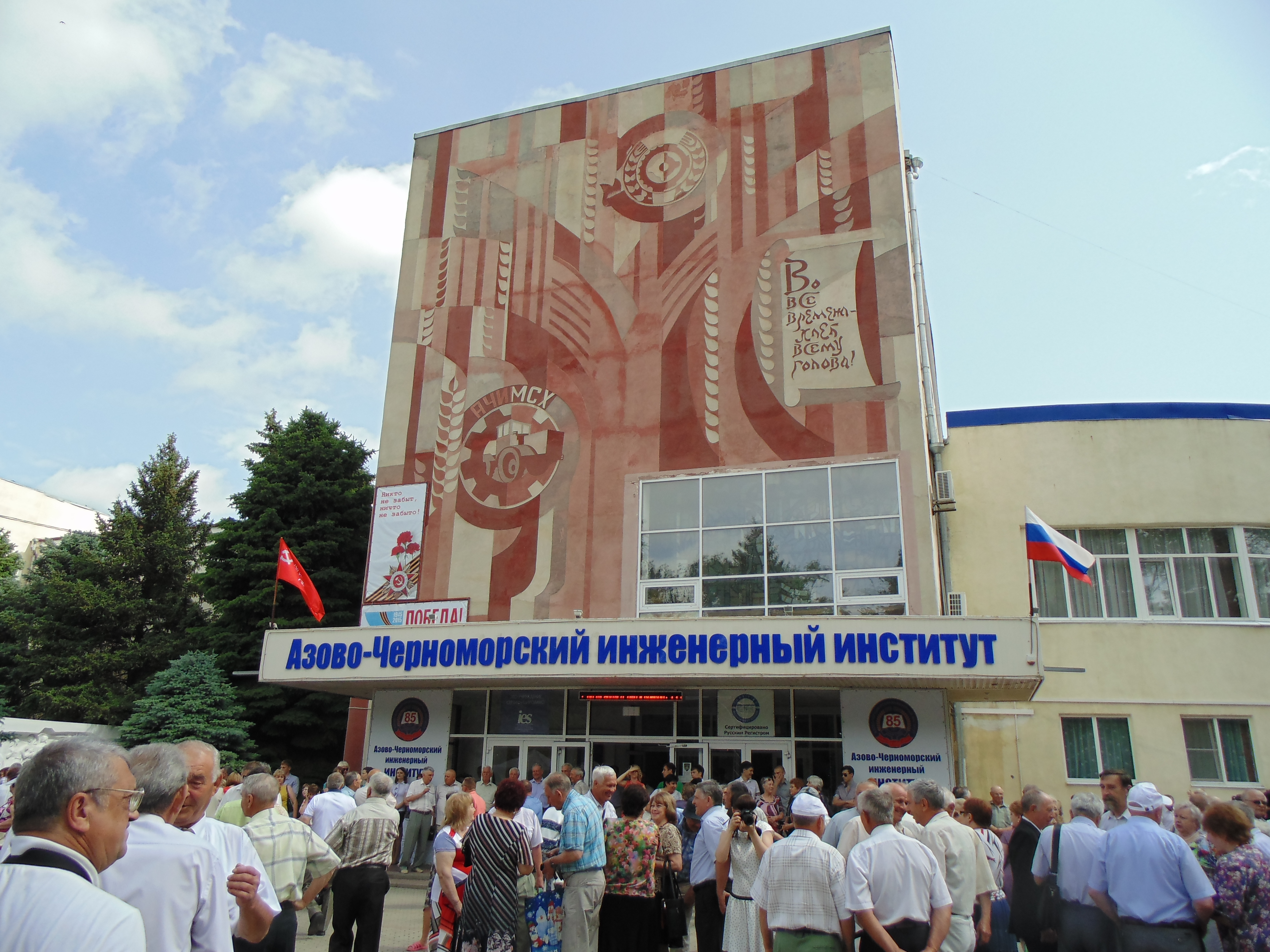
Азово-Черноморский инженерный институт. Главный вход.

На основании Приказа Министерства сельского хозяйства РФ № 319 от 26 августа 2013 года началась реорганизация федерального государственного бюджетного образовательного учреждения высшего профессионального образования «Донской государственный аграрный университет», федерального государственного бюджетного образовательного учреждения высшего профессионального образования «Азово-Черноморская государственная агроинженерная академия» и федерального государственного бюджетного образовательного учреждения высшего профессионального образования «Новочеркасская государственная мелиоративная академия» в форме присоединения к университету образовательных учреждений в качестве обособленных структурных подразделений.
С 2014 года — филиал Донского государственного аграрного университета (Донской ГАУ).

## Факультеты
- Энергетический
- Государственного контроля и управления бизнесом
- Агротехнологический
- Автомобильный транспорт в АПК
- Факультет дополнительного образования
- Факультет среднего профессионального образования

### Дочерние институты
При академии в 1999 году образован институт агроинженерных проблем (ИАП), обеспечивающий координацию научных исследований. Основными направлениями деятельности ИАП являются:
— выполнение научно-исследовательских, проектных, опытно-конструкторских и сервисно-технических работ в рамках научно-технологического и материально-технического обеспечения процессов сельскохозяйственного, перерабатывающего и промышленного (машиностроительного) производства;
— повышение качества обучения и уровня научной квалификации студентов, аспирантов и педагогических кадров академии.

## Образование
Три учебных комплекса включают 7 учебных корпусов со 110 лабораториями и специализированными кабинетами, 22 компьютерных класса с выходом в Internet, учебно-опытное фермерское хозяйство, учебный полигон и парк машин со станцией технического обслуживания и ремонта легковых автомобилей.
За годы существования академии в ней получили высшее профессиональное образование более 30 000 человек, повысили квалификацию свыше 5 000 инженеров, механиков, преподавателей высших и средних специальных заведений. В аспирантуре академии подготовлено свыше 200 кандидатов наук. Выпускники Азово-Черноморской государственной агроинженерной академии работают во всех республиках, краях и областях Российской Федерации и во многих странах ближнего зарубежья. Ряд выпускников академии удостоен звания заслуженного деятеля науки, заслуженного работника сельского хозяйства, почетного работника высшего профессионального образования, избраны академиками российских академий.
Сегодня в академии 6 факультетов. Подготовка инженеров осуществляется по 15 специализациям. В академии обучается более 4500 студентов очной и заочной формы обучения. Их учат около 400 (365) преподавателей, в том числе 51 докторов наук, профессоров и почти 215 кандидатов наук, доцентов. Все желающие студенты обеспечиваются общежитием. За 78 лет своей деятельности вуз выпустил более 30 000 инженеров и экономистов. Многие из них зарекомендовали себя на производстве, стали крупными руководителями и организаторами сельскохозяйственного производства, учеными, конструкторами.

## Научная деятельность
В институте ведутся фундаментальные научные исследования по теоретическому обоснованию принципиально новой концепции «ноосферного» земледелия, выявлению закономерностей функционирования живых организмов, семян и растений в акустических средах инфразвукового облучения, электромагнитных полях и полях электрогазодинамического озонирования. Среди прикладных научно-технических разработок в этом направлении особое внимание уделяется созданию экологически безопасных агротехнологий (акустической, озонной, электромагнитной и др.) для стимуляции посевного материала, защиты семян и растений от болезней и вредителей, интенсификации развития растений, хранения сельскохозяйственной продукции и продовольствия.